# Wireless USB
Wireless USB (беспроводной USB) — стандарт беспроводной передачи данных, который разрабатывается группой Wireless USB Promoter Group.

## История
В 2005 году анонсирована первая версия Wireless USB, которая предусматривала возможность беспроводного обмена информацией между устройствами на скорости до 480 Мбит/с в радиусе трех метров. При увеличении расстояния до десяти метров пропускная способность канала связи снижается до 110 Мбит/с.
В 2007 году на рынок вышли первые продукты.
В сентябре 2010 года завершена спецификация Wireless USB 1.1. Предполагает повышение скорости передачи данных, а также поддержку более высоких частот — до 6 ГГц и выше. При разработке большое внимание уделялось повышению энергетической эффективности. Устройства, выполненные в соответствии со спецификацией 1.1, тратят меньше энергии в режиме простоя. Wireless USB 1.1 предусматривает поддержку технологии Near Field Communication (NFC), что упрощает настройку и эксплуатацию Wireless USB-устройств. Сохранена обратная совместимость с существующим оборудованием.

## Использование
Wireless USB предназначен в качестве замены для традиционных проводных USB. К типичным подключаемым устройствам относятся: клавиатура, мышь, камера, принтер, внешние накопители и т.д. Wireless USB также может использоваться для простого совместного использования принтеров, которые не имеют стандартного сетевого интерфейса или подключения к серверу печати. Принтер, подключенный к Wireless USB, ведет себя таким образом, как будто он подключен с помощью USB непосредственно к обычному компьютеру. Технология не предназначена для создания компьютерных сетей (хотя теоретически это возможно).

## Передача данных
Параметры передачи соответствуют параметрам стандартного USB версии 2.0, но пропускная способность зависит от расстояния между взаимодействующими устройствами. На расстоянии до 3 метров скорость передачи данных может теоретически достигать 480 Мбит/с (обычной для USB-стандарта). На отдалении в 10 метров — только до 110 Мбит/с (в оптимальных условиях). Wireless USB предназначен для работы в диапазоне частот от 3,1 ГГц до 10,6 ГГц. Передача данных шифруется с помощью AES-128/CCM.
Физический перенос данных основан на беспроводной технологии UWB, разработанной альянсом WiMedia. Эта же технология используется другими стандартами беспроводной передачи данных (Bluetooth, WiNET, ZigBee).